# Oligodon brevicauda
Oligodon brevicauda är en ormart som beskrevs av den tysk-brittiske zoologen Albert Günther 1862. Oligodon brevicauda ingår i släktet Oligodon, och familjen snokar. Inga underarter finns listade.

## Etymologi
Oligodon brevicauda har fått sitt artnamn av latinets brevis (kort) och cauda (stjärt, svans).

## Utbredning
Arten är endemisk i Indien där den förekommer i södra delen av Goa.